# Hoquetus
Hoquetus je název jedné z lineárních rytmických technik, používaných ve středověké hudbě.

## Popis
Technika hoquetu spočívá v obměnách téže noty, tónové výšky, nebo akordu. Ve středověku to byla melodie, která se dělila střídavě mezi jednotlivé hlasy (zpravidla dva) tak, že zpíval-li jeden hlas svou linku, ostatní hlasy mlčely až potud, kdy jeden z nich převzal melodickou linku a první hlas zmlkl.

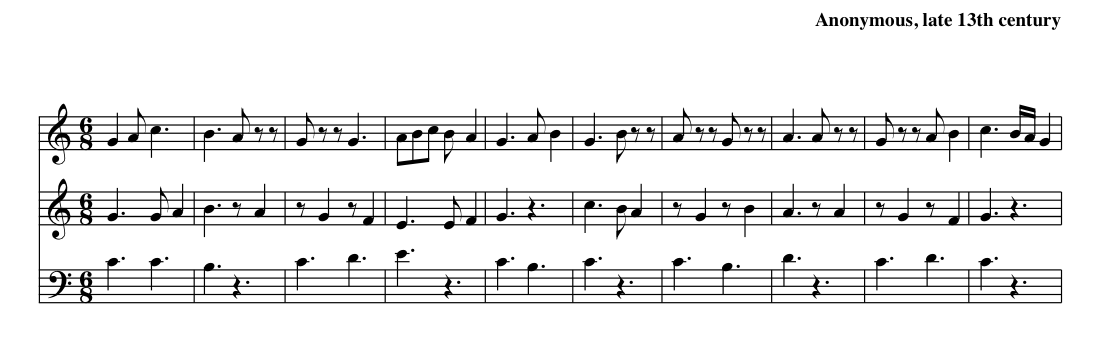
Příklad hoquetu (In seculum d'Amiens longum, anonym z Francie, konec 13. století. Na příkladu je partné rychlé střídání zpívaných not a pomlk mezi vrchním hlasem a dvěma spodními hlasy.

Tato technika byla typická pro hudbu 13. a 14. století a poprvé se objevila v některých konduktech a motetech, zejména v duchovní hudbě pařížské hudební školy Notre Dame, v období Ars antiqua. Později však tato technika upadla v zapomnění, byť se později znovu objevila u některých skladatelů období klasicismu. Postupem času se z této techniky vyvinul jakýsi synkopický rytmus, i když se tato technika již přísně nedržela původní struktury hoquetu. Dochovalo se jen málo příkladů a prakticky všechny jsou to instrumentální nebo vokální trojhlasé skladby.